# Ke tu qiu hen
Ke tu qiu hen (客途秋恨, comercialitzada internacionalment com Song of the Exile) és una pel·lícula de Hong Kong-Taiwanesa de 1990, una autobiografia semi-ficcionada dirigida per Ann Hui. Es va projectar a la secció Un Certain Regard al 43è Festival Internacional de Cinema de Canes. La pel·lícula va ser seleccionada com a entrada de Taiwan a l'Oscar a la millor pel·lícula de parla no anglesa als Premis Oscar de 1990, però no va ser acceptada com a nominada.

## Argument
El 1973, Cheung Hueyin, de 26 anys, estudia mitjans de comunicació a l'estranger a Londres. Quan es gradua, s'assabenta que, a diferència dels seus companys de pis blancs, la BBC ha rebutjat l'oportunitat d'una entrevista de feina. Rep una carta de la seva mare, torna a Hong Kong per assistir al casament de la seva germana petita. La relació entre Hueyin i la mare Aiko, que és japonesa, ha estat tensa des de la infància, en part a causa de la nacionalitat d'Aiko i dels problemes culturals que va trobar vivint a Hong Kong. A partir de molts flashbacks, veiem que van ser els avis paterns d'Hueyin els que van fer gran part de la criança dels fills, però, sovint traspassaven els límits, donant lloc a una disfunció familiar.
Abans del final de la Segona Guerra Mundial i abans de convertir-se finalment en la senyora Cheung i mare de la Hueyin, Aiko va passar temps vivint a Manxukuo. Allà, ella i altres japonesos es van enfrontar a seriosos dilemes després de la derrota del Japó i les consegüents incerteses d'empresonament i càstig. El més intens d'aquests dilemes va venir amb la greu malaltia del nebot de l'Aiko. La seva malaltia finalment va ser curada pel Sr. Cheung després d'una trobada casual i una petició desesperada d'ajuda per part de l'Aiko. El Sr. Cheung era un traductor de l'exèrcit de Guangdong amb formació en medicina tradicional xinesa. Aiko va desenvolupar un sentiment d'afició per ell en veure les seves accions i caràcter. El germà de l'Aiko va estar d'acord, esmentant que la bondat cap als nens sol indicar un home íntegre. Després que el Sr. Cheung va escortar la família de l'Aiko al lloc de repatriació japonès, va revelar a l'Aiko un fort desig de ser una parella romàntica.
El 1973, Hueyin accepta de mala gana acompanyar l'Aiko en una visita al seu lloc de naixement a Beppu, Japó. Hueyin inicialment se sent molt fora de lloc, no és capaç de parlar l'idioma i no entén la cultura japonesa. Finalment, però, s'uneix amb un oncle, aprèn a acceptar la seva herència japonesa i finalment arriba a un acord amb la seva mare. L'experiència anima Hueyin a anar més enllà del rebuig de la BBC i convertir-se en una periodista de televisió d'èxit a Hong Kong. Temps després, l'Aiko anima a la Hueyin a visitar els seus avis paterns a Guangdong, on Hueyin descobreix que un dels seus parents més joves té una discapacitat mental. La pel·lícula acaba amb Hueyin resant davant d'un altar ancestral poc il·luminat i ofegat amb encens, contrastant el santuari a l'aire lliure que va visitar al Japó i les manifestacions polítiques a l'aire lliure de les quals ara informa.

## Repartiment
- Maggie Cheung - Cheung Hueyin
- Tan Lang Jachi Tian
- Waise Lee - Sr. Cheung
- Li Zi Xiong
- Lu Hsiao-fen - Aiko (acreditada com Xiao Feng Lu)
- Tien Feng - Avi de Hueyin (acreditat com Feng Tian)
- Xiao Xiany
- Yang Tinlan
- Yinjian Quinzi

## Premis
- 10ns Hong Kong Film Awards (1991)
  - Nominada: Millor pel·lícula
  - Nominat: Millor director
  - Nominada: Millor guió